# Юніонвілл (Джорджія)
Юніонвілл (англ. Unionville) — переписна місцевість (CDP) в США, в окрузі Тіфт штату Джорджія. Населення — 1688 осіб (2020).

## Географія
Юніонвілл розташований за координатами 31°26′12″ пн. ш. 83°30′33″ зх. д. / 31.43667° пн. ш. 83.50917° зх. д. (31.436548, -83.509063).  За даними Бюро перепису населення США в 2010 році переписна місцевість мала площу 1,93 км², з яких 1,93 км² — суходіл та 0,00 км² — водойми.

## Демографія
Згідно з переписом 2010 року, у переписній місцевості мешкало 1845 осіб у 706 домогосподарствах у складі 466 родин. Густота населення становила 954 особи/км².  Було 804 помешкання (416/км²).
Расовий склад населення:
| - 96,1 % — чорних або афроамериканців - 1,0 % — білих - 0,3 % — корінних американців - 0,1 % — азіатів - 1,4 % — осіб інших рас |

До двох чи більше рас належало 1,0 %. Частка іспаномовних становила 2,2 % від усіх жителів.
За віковим діапазоном населення розподілялося таким чином: 24,6 % — особи молодші 18 років, 60,5 % — особи у віці 18—64 років, 14,9 % — особи у віці 65 років та старші. Медіана віку мешканця становила 38,9 року. На 100 осіб жіночої статі у переписній місцевості припадало 82,5 чоловіків;  на 100 жінок у віці від 18 років та старших — 80,2 чоловіків також старших 18 років.
Середній дохід на одне домашнє господарство  становив 38 742 долари США (медіана — 17 088), а середній дохід на одну сім'ю — 66 192 долари (медіана — 31 111). Медіана доходів становила 24 226 доларів для чоловіків та 22 794 долари для жінок. За межею бідності перебувало 41,0 % осіб, у тому числі 52,4 % дітей у віці до 18 років та 33,2 % осіб у віці 65 років та старших.
Цивільне працевлаштоване населення становило 437 осіб. Основні галузі зайнятості: виробництво — 27,9 %, освіта, охорона здоров'я та соціальна допомога — 22,7 %, мистецтво, розваги та відпочинок — 11,0 %, будівництво — 9,6 %.